# Pterochroza
Pterochroza is een geslacht van rechtvleugeligen uit de familie sabelsprinkhanen (Tettigoniidae). De wetenschappelijke naam van dit geslacht is voor het eerst geldig gepubliceerd in 1831 door Serville.

## Soorten
Het geslacht Pterochroza  is monotypisch en omvat slechts de volgende soort:
- Pterochroza ocellata (Linnaeus, 1758)